# 2004年夏季奥林匹克运动会自行车比赛
2004年夏季奥林匹克运动会的自行车比赛从8月14日－8月28日举行，分为场地自行车比赛、公路自行车比赛和山地自行车比赛。
公路赛在8月14日到8月18日举行，分为公路大组赛和个人计时赛，其中公路大组赛将围绕雅典古城举行，而个人计时赛将在the Vouliagmeni Olympic Centre举行。场地赛在8月20日－25日在雅典奥林匹克体育中心的the Olympic Velodrome进行，山地赛在8月27日—28日在帕尼萨山地自行车场举办。

## 奖牌榜
| 排名                      | 国家 / 地区               | 金牌 | 銀牌 | 銅牌 | 总计 |
| ------------------------- | ------------------------- | ---- | ---- | ---- | ---- |
| 1                         | （AUS）                   | 6    | 2    | 3    | 11   |
| 2                         | 俄罗斯（RUS）             | 3    | 1    | 1    | 5    |
| 3                         | 英国（GBR）               | 2    | 1    | 1    | 4    |
| 4                         | 德国（GER）               | 1    | 1    | 4    | 6    |
| 5                         | 荷兰（NED）               | 1    | 1    | 2    | 4    |
| 6                         | 法国（FRA）               | 1    | 1    | 1    | 3    |
| 7                         | 加拿大（CAN）             | 1    | 1    | 0    | 2    |
| 8                         | 意大利（ITA）             | 1    | 0    | 0    | 1    |
| 8                         | 挪威（NOR）               | 1    | 0    | 0    | 1    |
| 8                         | 新西兰（NZL）             | 1    | 0    | 0    | 1    |
| 11                        | 西班牙（ESP）             | 0    | 3    | 2    | 5    |
| 12                        | 美国（USA）               | 0    | 2    | 0    | 2    |
| 13                        | 瑞士（SUI）               | 0    | 1    | 1    | 2    |
| 14                        | 中国（CHN）               | 0    | 1    | 0    | 1    |
| 14                        | 日本（JPN）               | 0    | 1    | 0    | 1    |
| 14                        | 墨西哥（MEX）             | 0    | 1    | 0    | 1    |
| 14                        | 葡萄牙（POR）             | 0    | 1    | 0    | 1    |
| 18                        | 比利时（BEL）             | 0    | 0    | 1    | 1    |
| 18                        | 白俄罗斯（BLR）           | 0    | 0    | 1    | 1    |
| 18                        | 哥伦比亚（COL）           | 0    | 0    | 1    | 1    |
| 总计（共20个国家 / 地区） | 总计（共20个国家 / 地区） | 18   | 18   | 18   | 54   |

## 奖牌得主

### 公路赛
| 项目           | 金牌                               | 银牌                              | 铜牌                            |
| 男子公路赛     | 保罗·贝蒂尼 · 意大利（ITA）        | 塞尔吉奥·保利尼奥 · 葡萄牙（POR） | Axel Merckx · 比利时（BEL）     |
| 男子个人计时赛 | Viatcheslav Ekimov · 俄罗斯（RUS） | Bobby Julich · 美国（USA）        | 迈克尔·罗杰斯 · （AUS）         |
| 女子公路赛     | 萨拉·卡里根 · （AUS）              | 尤迪特·阿恩特 · 德国（GER）       | Olga Slyusareva · 俄罗斯（RUS） |
| 女子个人计时赛 | Leontien van Moorsel · 荷兰（NED） | Deirdre Demet-Barry · 美国（USA） | 卡琳·蒂里希 · 瑞士（SUI）       |

### 场地赛

#### 男子
| 项目        | 金牌                                                                  | 银牌                                                                    | 铜牌                                                                                          |
| 竞轮赛      | 瑞安·贝利 · （AUS）                                                   | José Antonio Escuredo · 西班牙（ESP）                                   | 沙恩·凯利 · （AUS）                                                                           |
| 麦迪逊赛    | （AUS） · 格雷姆·布朗 · 斯图尔特·奥格雷迪                             | 瑞士（SUI） · Franco Marvulli · Bruno Risi                              | 英国（GBR） · 罗布·海利斯 · 布拉德利·威金斯                                                   |
| 记分赛      | 米哈伊尔·伊格纳季耶夫 · 俄罗斯（RUS）                                 | 胡安·利亚内拉斯 · 西班牙（ESP）                                         | 吉多·富尔斯特 · 德国（GER）                                                                   |
| 个人追逐赛  | 布拉德利·威金斯 · 英国（GBR）                                         | 布拉德利·麦吉 · （AUS）                                                 | 塞尔希·埃斯科瓦尔 · 西班牙（ESP）                                                             |
| 团体追逐赛  | （AUS） · 格雷姆·布朗 · 布雷特·兰开斯特 · 布拉德利·麦吉 · 卢克·罗伯茨 | 英国（GBR） · 史蒂夫·卡明斯 · 罗布·海利斯 · 保罗·曼宁 · 布拉德利·威金斯 | 西班牙（ESP） · 卡洛斯·卡斯塔尼奥·帕纳德罗 · 塞尔希·埃斯科瓦尔 · Asier Maeztu · 卡洛斯·托伦特 |
| 个人竞速赛  | 瑞安·贝利 · （AUS）                                                   | 特奧·博斯 · 荷兰（NED）                                                 | 勒内·沃尔夫 · 德国（GER）                                                                     |
| 团体竞速赛  | 德国（GER） · 延斯·菲德勒 · 斯特凡·尼姆克 · 勒内·沃尔夫               | 日本（JPN） · 伏见俊昭 · 井上昌己 · 長塚智廣                            | 法国（FRA） · Mickaël Bourgain · Laurent Gané · 阿诺·图尔南                                   |
| 1公里计时赛 | 克里斯·霍伊 · 英国（GBR）                                             | 阿诺·图尔南 · 法国（FRA）                                               | 斯特凡·尼姆克 · 德国（GER）                                                                   |

#### 女子
| 项目        | 金牌                            | 银牌                             | 铜牌                                   |
| 记分赛      | Olga Slyusareva · 俄罗斯（RUS） | 贝莱姆·格雷罗 · 墨西哥（MEX）    | 玛丽亚·路易莎·卡列 · 哥伦比亚（COL）   |
| 个人追逐赛  | 萨拉·厄尔默 · 新西兰（NZL）     | 凯蒂·麦克蒂尔 · （AUS）          | Leontien van Moorsel · 荷兰（NED）     |
| 个人竞速赛  | 洛丽-安·闵采尔 · 加拿大（CAN）  | Tamilla Abassova · 俄罗斯（RUS） | 安娜·米雷斯 · （AUS）                  |
| 500米计时赛 | 安娜·米雷斯 · （AUS）           | 江永华 · 中国（CHN）             | Natallia Tsylinskaya · 白俄罗斯（BLR） |

### 山地赛
| 项目       | 金牌                                 | 银牌                                 | 铜牌                         |
| 男子越野赛 | 朱利安·阿布萨隆 · 法国（FRA）        | 何塞·安东尼奥·埃米达 · 西班牙（ESP） | Bart Brentjens · 荷兰（NED） |
| 女子越野赛 | Gunn-Rita Dahle Flesjå · 挪威（NOR） | 玛丽-埃莱娜·普雷蒙 · 加拿大（CAN）   | 扎比内·施皮茨 · 德国（GER）  |